# Henricia
Henricia är ett släkte av sjöstjärnor som beskrevs av Gray 1840. Henricia ingår i familjen krullsjöstjärnor.

## Bildgalleri

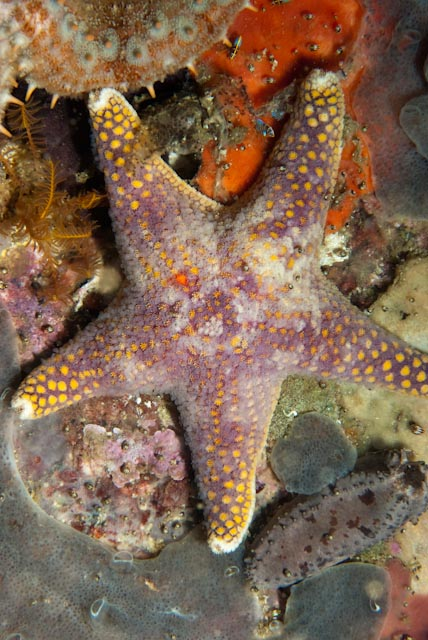
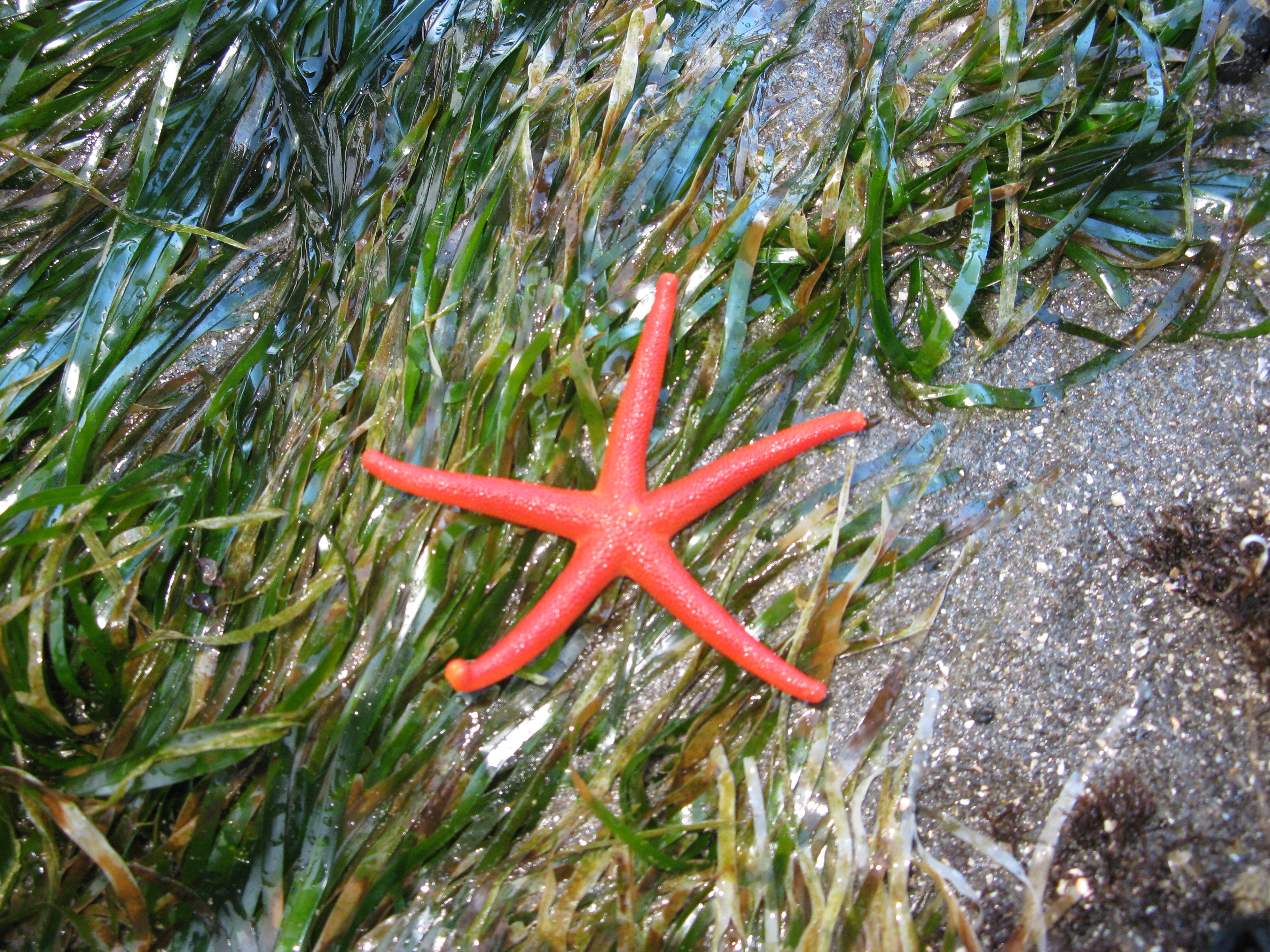
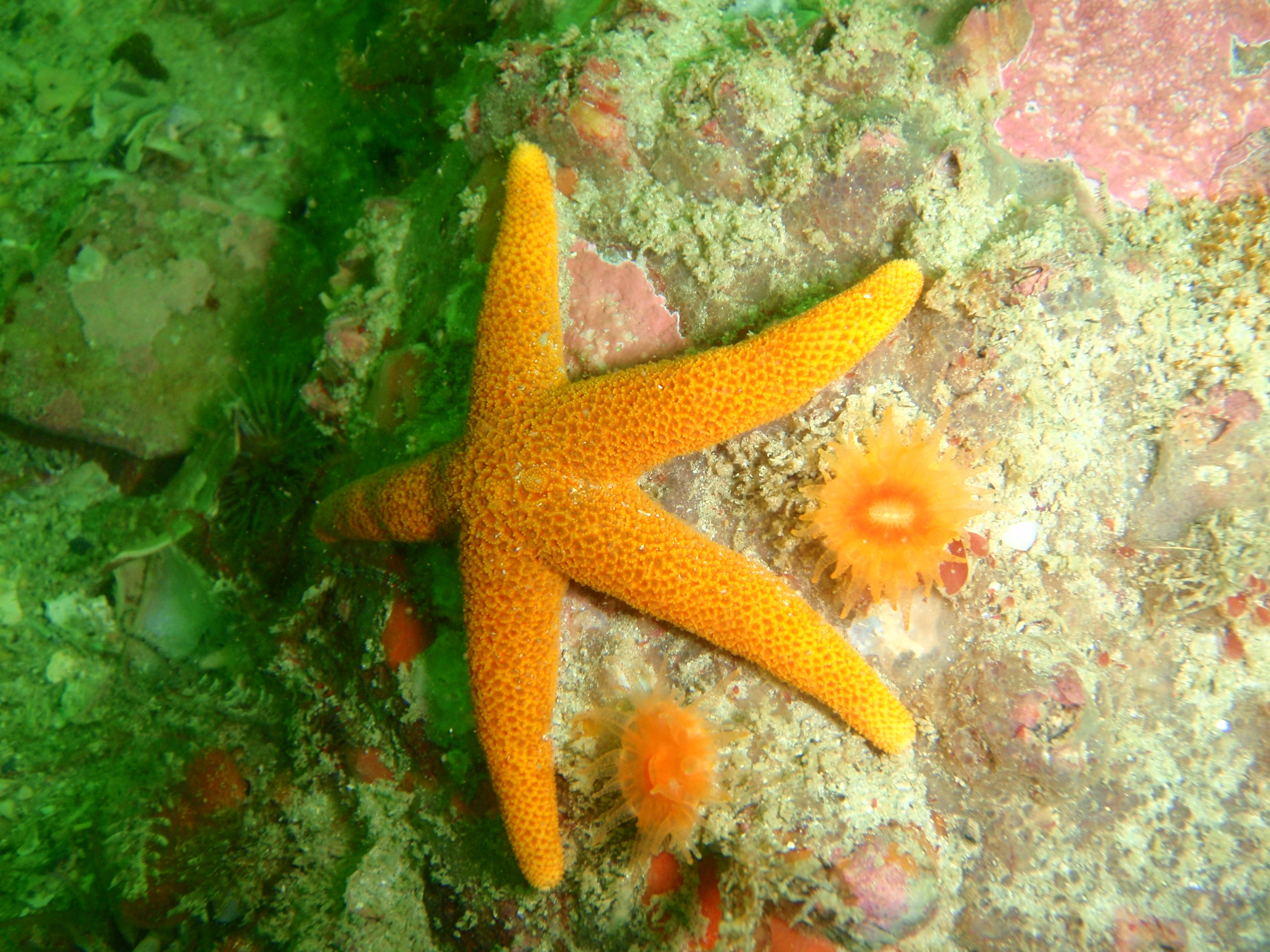

## Dottertaxa tillHenricia, i alfabetisk ordning[1][2]
- Henricia abyssalis
- Henricia ambigua
- Henricia angusta
- Henricia aniva
- Henricia anomala
- Henricia antillarum
- Henricia arcystata
- Henricia aspera
- Henricia asthenactis
- Henricia aucklandiae
- Henricia augusta
- Henricia beringiana
- Henricia caudani
- Henricia clarki
- Henricia compacta
- Henricia cylindrella
- Henricia densispina
- Henricia derjugini
- Henricia diffidens
- Henricia downeyae
- Henricia dyscrita
- Henricia echinata
- Henricia elachys
- Henricia elegans
- Henricia eschrichti
- Henricia exigua
- Henricia fisheri
- Henricia gemma
- Henricia gracilis
- Henricia granulifera
- Henricia hayashii
- Henricia hedingi
- Henricia imitatrix
- Henricia inexpectata
- Henricia insignis
- Henricia iodinea
- Henricia irregularis
- Henricia kapalae
- Henricia kinkasana
- Henricia kurilensis
- Henricia leviuscula
- Henricia lineata
- Henricia lisa
- Henricia longispina
- Henricia lukinsii
- Henricia microplax
- Henricia mutans
- Henricia nana
- Henricia nipponica
- Henricia obesa
- Henricia ochotensis
- Henricia oculata
- Henricia ohshimai
- Henricia orientalis
- Henricia ornata
- Henricia pachyderma
- Henricia pacifica
- Henricia pagenstecheri
- Henricia parva
- Henricia pauperrima
- Henricia perforata
- Henricia pertusa
- Henricia polyacantha
- Henricia praestans
- Henricia pseudoleviuscula
- Henricia pumila
- Henricia ralphae
- Henricia reniossa
- Henricia retecta
- Henricia reticulata
- Henricia rhytisma
- Henricia robusta
- Henricia sachalinica
- Henricia saghaliensis
- Henricia sanguinolenta
- Henricia seminudus
- Henricia sexradiata
- Henricia simplex
- Henricia singularis
- Henricia skorikovi
- Henricia smilax
- Henricia solida
- Henricia spinulfera
- Henricia spongiosa
- Henricia studeri
- Henricia sufflata
- Henricia tacita
- Henricia tahia
- Henricia tumida
- Henricia uluudax
- Henricia vermilion